# Ayumi Morita
Ayumi Morita (jap. 森田あゆみ Morita Ayumi; ur. 11 marca 1990 w Ōta, w prefekturze Gunma) – japońska tenisistka, występująca w rozgrywkach WTA Tour i ITF. Jedna z niewielu zawodniczek grających oburęczny Bekhend i Forhend.
Status profesjonalny uzyskała w 2005, w wieku 15 lat, zostając najmłodszą japońską zawodową tenisistką w historii. Już wtedy zaczęła odnosić sukcesy. Podczas turnieju ITF w Fukuoce, gdzie pokonując m.in. nr 1. imprezy, rodaczkę Aiko Nakamurę doszła do finału. Została wtedy pokonana przez Chan Yung-jan. W tymże roku zadebiutowała też w turnieju głównym WTA Tour w Tokio. Przegrała w pierwszej rundzie z Mariją Kirilenko. W 2006 dotarła do trzeciej rundy w Birmingham i zagrała w kwalifikacjach do turnieju wielkoszlemowego – US Open, przegrywając w pierwszym pojedynku. Sezon 2007 był najlepszym w jej karierze. Była zwyciężczynią turnieju ITF w Kurume, a także ćwierćfinalistką dwóch imprez WTA na Bali i w Seulu.

## Finały turniejów WTA
| Legenda                     | Legenda |
| --------------------------- | ------- |
| Wielki Szlem                |         |
| Igrzyska olimpijskie        |         |
| WTA Tour Championships      |         |
| 1988 – 2008                 |         |
| Kategoria I                 |         |
| Kategoria II                |         |
| Kategoria III               |         |
| Kategoria IV                |         |
| Kategoria V                 |         |
| 2009 – 2020                 |         |
| WTA Premier Mandatory       |         |
| WTA Premier 5               |         |
| WTA Premier                 |         |
| WTA International Series    |         |
| WTA 125K series (2012–2020) |         |

### Gra pojedyncza
| Końcowy wynik | Nr | Data             | Turniej | Nawierzchnia | Przeciwniczka | Wynik finału |
| ------------- | -- | ---------------- | ------- | ------------ | ------------- | ------------ |
| Finalistka    | 1. | 3 listopada 2013 | Nankin  | Twarda       | Zhang Shuai   | 4:6, krecz   |

### Gra podwójna
| Końcowy wynik | Nr | Data                | Turniej | Nawierzchnia | Partnerka      | Przeciwniczki                | Wynik finału   |
| ------------- | -- | ------------------- | ------- | ------------ | -------------- | ---------------------------- | -------------- |
| Finalistka    | 1. | 7 października 2007 | Bangkok | Twarda       | Junri Namigata | Sun Tiantian Yan Zi          | walkower       |
| Finalistka    | 2. | 29 września 2008    | Tokio   | Twarda       | Aiko Nakamura  | Jill Craybas Marina Erakovic | 6:4, 5:7, 6–10 |

## Wygrane turnieje singlowe rangi ITF
|     | Data       | Turniej  | Kat. | ($)     | Naw.     | Finalistka         | Wynik         |
| --- | ---------- | -------- | ---- | ------- | -------- | ------------------ | ------------- |
| 1.  | 06/08/2006 | Tokachi  | ITF  | 25 000  | dywanowa | Erika Takao        | 6:3, 4:6, 7:6 |
| 2.  | 01/10/2006 | Tokio    | ITF  | 50 000  | twarda   | Chan Yung-jan      | 3:6, 6:3, 6:4 |
| 3.  | 22/07/2007 | Kurume   | ITF  | 25 000  | dywanowa | Erika Takao        | 6:3, 3:1 ret. |
| 4.  | 02/11/2008 | Tokio    | ITF  | 50 000  | twarda   | Jarmila Gajdošová  | 6:2, 2:6, 6:3 |
| 5.  | 23/11/2008 | Kolkata  | ITF  | 50 000  | twarda   | Elora Dabija       | 6:3, 6:1      |
| 6.  | 30/11/2008 | Toyota   | ITF  | 75 000  | dywanowa | Ksienija Łykina    | 6:1, 6:3      |
| 7.  | 10/10/2010 | Tokio    | ITF  | 100 000 | twarda   | Jill Craybas       | 6:3, 7:5      |
| 8.  | 06/11/2011 | Tajpej   | ITF  | 100 000 | twarda   | Kimiko Date-Krumm  | 6:2, 6:2      |
| 9.  | 22/05/2022 | Monastyr | ITF  | 15 000  | twarda   | Yao Xinxin         | 7:6(4), 7:5   |
| 10. | 29/05/2022 | Monastyr | ITF  | 15 000  | twarda   | Milana Zhabrailova | 7:5, 6:0      |